# Amma Twum-Amoah
Pour les articles homonymes, voir Twum et Amoah.
Amma A. Twum-Amoah est une diplomate ghanéenne qui a travaillé pour les relations étrangères du Ghana à divers titres et est actuellement ambassadrice du Ghana en Éthiopie. Elle est devenue cheffe de la chancellerie de l'ambassade du Ghana à Washington (en), aux États-Unis, le 17 novembre 2012.  

## Jeunesse et vie personnelle
Amma Twum-Amoah a été cheffe de mission par intérim de l'ambassade du 1er février 2014 au 16 octobre 2014, avant que le Lieutenant général Joseph Henry Smith (en) ne soit nommé ambassadeur du Ghana aux États-Unis. Twum-Amoah est actuellement mariée à Paul Amoah et ils ont trois enfants. 

## Carrière
Twum-Amoah a servi au Ghana en tant que directrice du Bureau du protocole pour le ministère des Affaires étrangères et de l'intégration régionale de juin 2011 à novembre 2012,. Twum-Amoah est actuellement ambassadrice du Ghana en Éthiopie.
Amma a précédemment occupé des postes clés dans la fonction publique et le gouvernement au Ghana et a occupé un poste diplomatique en Australie en tant que ministre-conseiller / haut-commissaire par intérim pour le haut-commissariat du Ghana à Canberra en Australie d'octobre 2005 à février 2006.  
Au cours de son travail en Australie, elle a dirigé une équipe de quatre agents pour rouvrir le Haut-commissariat du Ghana à Canberra et a représenté le gouvernement du Ghana en Australie jusqu'à l'arrivée d'un haut-commissaire en mars 2006 en la personne de Kofi Sekyiamah. 
Elle a été conseillère et cheffe de chancellerie pour la mission permanente du Ghana auprès des Nations Unies à Genève en Suisse de septembre 2000 à août 2002. À Genève, elle a été membre de la délégation du Ghana pour présenter un rapport sur la discrimination en matière de droits de l'homme. Elle faisait partie de l'équipe qui a présenté le rapport de la neuvième réunion du Conseil de coordination du programme du Programme commun des Nations Unies sur le VIH / sida, à Genève, en mai 2000.  
Elle a accueilli le président du Ghana, John Dramani Mahama, lors de sa participation au Sommet des dirigeants États-Unis-Afrique (en) en 2014 en tant qu'ambassadrice par intérim. C'est à cette époque également que l'équipe du Ghana de football s'est rendue aux États-Unis en route vers la Coupe du monde de football 2014 au Brésil. 
La ministre Twum-Amoah a également servi les peuples du Ghana dans les fonctions suivantes : directrice adjointe de la planification des politiques et de la recherche au ministère des Affaires étrangères à Accra d'octobre 2004 à octobre 2005, au cours de laquelle elle a traité les demandes d'accord pour de nouveaux envoyés au Ghana. entre autres tâches, de septembre 2002 à mars 2003, date à laquelle elle est devenue directrice par intérim de ce ministère. 
Twum-Amoah est également actuellement cheffe de la mission permanente du Ghana auprès de l'Union africaine.